# 埃伦堡 (纽约州)
埃伦堡（英語：Ellenburg）是位于美国纽约州克林顿县的一个镇，地处克林顿县西端、普拉茨堡西北。2010年美国人口普查时，该镇有1743人。其南部位于阿迪朗达克公园内。
埃伦堡镇建于1830年，其名称源于最初土地拥有者约翰·默里（John R. Murray）的女儿埃伦·默里（Ellen Murray）。